# Rahimjon Uzokov
Rahimjon Uzokov (ur. 2004) – uzbecki zapaśnik walczący w stylu klasycznym. 
Brązowy medalista mistrzostw Azji w 2024. Trzeci na mistrzostwach Azji U-23 w 2025 roku.